# سوسنووی بور (شهرستان کاراایدلسکی، باشقیرستان)
سوسنووی بور (انگلیسی: Sosnovy Bor, Karaidelsky District, Republic of Bashkortostan) یک شهرک در شهرستان کاراایدلسکی استان باشقیرستان کشور روسیه است.